# Františkánský klášter (Zásmuky)
Františkánský konvent u kostela Stigmatizace sv. Františka Serafinského leží v nejvyšší, jihovýchodní části města Zásmuky. Patří k němu i rozlehlá zahrada. Na začátku 21. století je v majetku farnosti Uhlířské Janovice. Péči o areál kláštera rozvíjí různí dobrovolníci z řad farníků, příznivců z uměleckých a skautských kruhů a mnoho dalších dobrodinců. Je chráněn jako kulturní památka České republiky.

## Historie
Zakladatelem zásmuckého kláštera byl Adolf Vratislav hrabě ze Šternberka (1627–1703), který byl nejvyšším purkrabím Českého království. I když jeho úmysl založit klášter byl zřejmě staršího data, písemně jej lze doložit zakládací listinou z 11. března 1690. Do Zásmuk přijel Adolf Vratislav hrabě ze Šternberka 3. května 1691, spolu s tehdy již jmenovaným superiorem budoucího konventu P. Kryštofem Puchnerem a nejmenovaným zahradníkem. S nimi přicestoval i architekt Andrea de Quadri (vlastním jménem Ondřej Červenka), aby následujícího dne zahájil stavbu vyměřením základů. Stavbu nového konventu schválila i provinciální kapitula františkánského řádu na zasedání probíhajícím od 30. července 1691 v Praze. Superior budoucího kláštera spolu s bratrem laikem (zahradníkem) prozatím v době výstavby bydlel v Zásmukách v měšťanském domě a sloužil mše svaté v místním farním kostele.
Samotná výstavba konvenventních budov probíhala v letech 1691–1694, ovšem jedno z křídel bylo dokončeno již před 10. červnem 1692, kdy proběhlo uvedení prvních šesti františkánských bratří konventuálů do této novostavby. 12. září 169 byl položen základní kámen ke konventnímu chrámu Stigmatizace sv. Františka Serafinského. 1. srpna 1694 celý areál vysvětil sedlecký opat Jindřich Snopek. Následujícího dne byli řeholníci uvedeni do konventu, když jim zakladatel slavnostně předal klíče od konventu včetně konventního kostela. V roce 1698 byla Šternberky přistavěna ještě kaple sv. Antonína Paduánského.
Existovala domněnka, že autorem stavby by mohl být významný barokní architekt Jean Baptista Mathey, nicméně půdorysné řešení neodpovídá jeho tvorbě. Roku 1702 daroval Vilém z Talmberka řeholníkům svou knihovnu. Protože se v dalších letech nedělaly žádné významnější představby, zachoval se nám barokní areál v takřka neporušeném stavu dodnes. V období let 1812–1815 se vyučovalo přímo v klášteře, protože nová farní škola se v té době stavěla. Klášter v době josefinských reforem nebyl zrušen, nicméně reformy se dotkly jeho života. Šternberská nadace původně počitala s dvaceti řeholníky, avšak v době josefinismu byl počet redukován na dvanáct. Na přelomu 19. až 20. století zde žili již jen čtyři řeholníci, z nichž dva měli kněžské svěcení.
Za druhé světové války nacisté klášter zabrali a využili jako internační zařízení a shromaždiště před transportem do koncentračních táborů pro katolické kněze. Gestapo zde věznilo přes sedmdesát kněží, z nichž několik v klášteře zemřelo, mezi nimi i smíchovský arciděkan Msgre. Jan Křtitel Pauly.

## Architektura
Konventní chrám není orientován, jeho zúžený pravoúhle uzavřený presbytář nesměřuje na východ, nýbrž k jihu. Jednolodní stavba je po stranách doprovázena mělkými bočními kaplemi, po levé straně k ní přiléhá kaple sv. Antonína Paduánského. Chrámová loď je rytmizována dórskými pilastry vynášející kladí se zubořezem. Toto kladí v celém rozsahu odděluje klenební sféru. Loď i presbytář mají valené klenby s trojúhelníkovými vysečemi. Nejsou zdobeny ani štukem, ani malbou. Průčelí, které je bez věží, člení pilastry dórského řádu do tří částí. Střední část vrcholí štítem s trojúhelným frontonem. Nad vstupním portálem se dochoval dedikační nápis s datem 1694. Okno nad tímto portálem je datováno do roku 1693, což byl rok dokončení hrubé stavby. V průčelí jsou umístěny kamenné plastiky představující františkánské světce. Střecha presbytáře vrcholí hranolovým sanktusníkem, jehož původní zvon se dochoval.

## Interiér
Bezprostředně po dokončení stavby vznikalo i zařízení kostela. Nejstarším vybavením je zřejmě hlavní oltář s obrazem Stigmatizace sv. Františka, který byl vysvěcen pravděpodobně zároveň při vysvěcení kostela. Je vyzdobený kvalitními dřevořezbami, patrně pražského autora, jehož jméno však neznáme. Dvě bohatě řezané zpovědnice pocházejí z období kolem roku 1700. Do prostoru byl přenesen z pražského Anežského kláštera také starší pozdně gotický náhrobek Jaroslava ze Šternberka (po roce 1500).

## Budovy konventu
K západnímu boku neorientovaného kostela se připojují konventní budovy. Ty mají prosté vnější fasády charakteristické pro stavby mendikantských řeholí. Tři křídla a chodba ambitu při kostele uzavírají obdélníkový dvůr. Přízemí budov je převážně klenuté.